# Црна Гора на Летњим олимпијским играма 2012.
Црна Гора на Летњим олимпијским играма 2012. у Лондону учествовала је други пут као независна држава.
Црну Гору на играма представљала су 33 спортиста у 7 спортова (15 жена и 18 мушкараца), од чега два екипна (мушка ватерполо репрезентација и женска рукометна репрезентација) и 5 појединачних (атлетика, бокс, џудо, стрељаштво и једрење).
На овим играма најмлађи учесник, била је рукометашица Марина Вуковић са 18 година и 339 дана, а најстарији стрелац Никола Шарановић 43. године и 356 дана. Они су уједно најмлађи и најстарији учесници Црне Горе на свим олимпијским играма на којима је учествовала као самостална земља.

## Освајачи медаља

### Сребро
- Женска рукометна репрезентација Црне Горе

## Учесници по дисциплинама
| Спорт      | Мушкарци | Жене | Укупно |
| ---------- | -------- | ---- | ------ |
| Атлетика   | 1        | 1    | 2      |
| Бокс       | 1        | 0    | 1      |
| Ватерполо  | 13       | 0    | 13     |
| Једрење    | 1        | 0    | 1      |
| Стрељаштво | 1        | 0    | 1      |
| Рукомет    | 0        | 15   | 15     |
| Џудо       | 1        | 0    | 1      |
| Укупно(7)  | 18       | 16   | 34     |

## Атлетика
Мушкарци
| Атлетичар       | Дисциплина | Лични рекорд | Квалификације | Квалификације | Финале           | Финале   | Детаљи | Напомена |
| Атлетичар       | Дисциплина | Лични рекорд | Резултат      | Место         | Резултат         | Место    | Детаљи | Напомена |
| --------------- | ---------- | ------------ | ------------- | ------------- | ---------------- | -------- | ------ | -------- |
| Данијел Фуртула | Диск       | 63,79 НР     | 57,48         | 20. у гр. Б   | Није се пласирао | 38. / 41 |        | Б норма  |

Жене
| Атлетичарка       | Дисциплина | Лични рекорд | Група    | Група | Четвртфинале | Четвртфинале | Полуфинале | Полуфинале | Финале     | Финале          | Детаљи | Напомена |
| Атлетичарка       | Дисциплина | Лични рекорд | Резултат | Место | Резултат     | Место        | Резултат   | Место      | Резултат   | Место           | Детаљи | Напомена |
| ----------------- | ---------- | ------------ | -------- | ----- | ------------ | ------------ | ---------- | ---------- | ---------- | --------------- | ------ | -------- |
| Слађана Перуновић | Маратон    | 2:41:02 НР   |          |       |              |              |            |            | 2:39:07 НР | 77. / 107 (116) |        | Б норма  |

## Бокс
Црна Гора је добила специјалну позивницу за такмичење у боксу.
| Боксер          | Категорија | Коло 32                        | 1/8 финала         | 1/4 финала         | Полуфинале         | Финале             | Финале           | Детаљи |
| Боксер          | Категорија | Противник Резултат             | Противник Резултат | Противник Резултат | Противник Резултат | Противник Резултат | Пласман          | Детаљи |
| --------------- | ---------- | ------------------------------ | ------------------ | ------------------ | ------------------ | ------------------ | ---------------- | ------ |
| Бошко Драшковић | - до 81 кг | Браво · Никарагва · Пор. 11:16 | Није се пласирао   | Није се пласирао   | Није се пласирао   | Није се пласирао   | Није се пласирао |        |

## Ватерполо
- Мушка ватерполо репрезентација Црне Горе - 13 ватерполиста.

| Састав |
| --- |
| Денис Шефик Милош Шћепановић Драшко Бргуљан Вјекослав Пасковић Антонио Петровић Драган Драшковић Александар Радовић Млађан Јановић Никола Јановић Александар Ивовић Борис Злоковић Владимир Гојковић Предраг Јокић - Тренер Ранко Перовић |

#### Група Б
| 29. јул 2012. 19:40 | Извештај | Црна Гора                                    | 7 : 8   | Сједињене Државе | Ватерполо арена |
| 29. јул 2012. 19:40 | Извештај | Резултати по четвртинама: 1–1, 1–3, 2–2, 3–2 |         |                  | Ватерполо арена |
| 29. јул 2012. 19:40 | Извештај | Ивовић 3                                     | Стрелци | Варељас 3        | Ватерполо арена |

| 31. јул 2012. 10:40 | Извештај | Мађарска                                     | 10 : 11 | Црна Гора | Ватерполо арена |
| 31. јул 2012. 10:40 | Извештај | Резултати по четвртинама: 2–2, 3–4, 3–3, 2–2 |         |           | Ватерполо арена |
| 31. јул 2012. 10:40 | Извештај | Бирош 3                                      | Стрелци | Бргуљан 3 | Ватерполо арена |

| 2. август 14:10 | Извештај | Црна Гора                                    | 11 : 11 | Србија       | Ватерполо арена |
| 2. август 14:10 | Извештај | Резултати по четвртинама: 1:3, 2:1, 5:4, 3:3 |         |              | Ватерполо арена |
| 2. август 14:10 | Извештај | Ивовић 3                                     | Стрелци | Прлаиновић 5 | Ватерполо арена |

| 4. август 14:10 | Извештај | Црна Гора                                    | 12 : 8  | Румунија | Ватерполо арена |
| 4. август 14:10 | Извештај | Резултати по четвртинама: 3–1, 2–1, 3–2, 4–4 |         |          | Ватерполо арена |
| 4. август 14:10 | Извештај | Ивовић 3                                     | Стрелци | Ђакону 3 | Ватерполо арена |

| 6. август 18:20 | Извештај | Уједињено Краљевство                         | 4 : 13  | Црна Гора  | Ватерполо арена |
| 6. август 18:20 | Извештај | Резултати по четвртинама: 1–4, 2–4, 1–2, 0–3 |         |            | Ватерполо арена |
| 6. август 18:20 | Извештај | четири играча 1                              | Стрелци | Злоковић 3 | Ватерполо арена |

#### Табела групе Б
| Репрезентација       | ОУ | П | Н | И | ДГ | ПГ | ГР  | Бод |
| -------------------- | -- | - | - | - | -- | -- | --- | --- |
| Србија               | 5  | 4 | 1 | 0 | 69 | 38 | +31 | 9   |
| Црна Гора            | 5  | 3 | 1 | 1 | 54 | 41 | +13 | 7   |
| Мађарска             | 5  | 3 | 0 | 2 | 65 | 52 | +13 | 6   |
| Сједињене Државе     | 5  | 3 | 0 | 2 | 43 | 44 | -1  | 6   |
| Румунија             | 5  | 1 | 0 | 4 | 48 | 55 | -7  | 2   |
| Уједињено Краљевство | 5  | 0 | 0 | 5 | 28 | 77 | -49 | 0   |

### Четврфинале
| 8. август 2012. 14:30 | Ивештај | Шпанија                                      | 9 : 11  | Црна Гора  | Ватерполо арена |
| 8. август 2012. 14:30 | Ивештај | Резултати по четвртинама: 4–4, 1–3, 1–3, 3–1 |         |            | Ватерполо арена |
| 8. август 2012. 14:30 | Ивештај | Тријас, Мигел 2                              | Стрелци | Злоковић 4 | Ватерполо арена |

| 8. август 2012. 15:50 | Извештај | Аустралија                                   | 8 : 11  | Србија      | Ватерполо арена |
| 8. август 2012. 15:50 | Извештај | Резултати по четвртинама: 3–2, 4–2, 1–2, 0–5 |         |             | Ватерполо арена |
| 8. август 2012. 15:50 | Извештај | Кембел, Бидсворт 2                           | Стрелци | Филиповић 3 | Ватерполо арена |

### Полуфинале
| 10. август 2012. 15:40 | Извештај | Хрватска                                     | 7 : 5   | Црна Гора          | Ватерполо арена Судије: Данијел Флаив (АУС), Георгиос Ставридис (ГРЧ) |
| 10. август 2012. 15:40 | Извештај | Резултати по четвртинама: 3:1, 2:0, 2:2, 0:2 |         |                    | Ватерполо арена Судије: Данијел Флаив (АУС), Георгиос Ставридис (ГРЧ) |
| 10. август 2012. 15:40 | Извештај | Сукно 2                                      | Стрелци | Ивовић, Гојковић 2 | Ватерполо арена Судије: Данијел Флаив (АУС), Георгиос Ставридис (ГРЧ) |

### Утакмица за треће место
| 12. август 2012. 14:30 | Извештај | Црна Гора                                    | 11 : 12 | Србија      | Ватерполо арена Судије: Масилијамо Капути (ИТА), Георгиос Ставридис (ГРЧ) |
| 12. август 2012. 14:30 | Извештај | Резултати по четвртинама: 2:3, 3:1, 5:4, 1:4 |         |             | Ватерполо арена Судије: Масилијамо Капути (ИТА), Георгиос Ставридис (ГРЧ) |
| 12. август 2012. 14:30 | Извештај | Ивовић 3                                     | Стрелци | Филиповић 3 | Ватерполо арена Судије: Масилијамо Капути (ИТА), Георгиос Ставридис (ГРЧ) |

Ватерполо репрезентација Црне Горе је заузела четврто место.
У идеалном тиму првенства на месту средњег бека налази се Александар Ивовић.

## Једрење
| Једриличар    | Дисциплина | Плов | Плов | Плов | Плов | Плов | Плов | Плов | Плов | Плов | Плов | Плов | Net points | Коначан пласман |
| Једриличар    | Дисциплина | 1    | 2    | 3    | 4    | 5    | 6    | 7    | 8    | 9    | 10   | M*   | Net points | Коначан пласман |
| ------------- | ---------- | ---- | ---- | ---- | ---- | ---- | ---- | ---- | ---- | ---- | ---- | ---- | ---------- | --------------- |
| Миливој Дукић | Ласер      | 26   | 33   | 35   | 32   | 22   | 30   | 24   | 38   | 23   | 24   | ЕЛ   | 249        | 30.             |

## Рукомет
Женски турнир
 —Женска рукометна репрезентација Црне Горе се квалификовала за олимијски рукометни турнир победом на првом квалификационом турниру одржаном у Паризу од 25. до 27. маја 2012 и освојила сребрну медаљу. То је прва олимпијска медаља у истоји олимпијског спорта у Црној Гори.
Следи састав репрезентације:
| №  | Име                | Поз.        | Висина м | Тежина кг | Датум рођења       | Клуб                    |
| -- | ------------------ | ----------- | -------- | --------- | ------------------ | ----------------------- |
| 1  | Марина Вукчевић    | голман      | 1,75     | 74        | 24. април 1993.    | ЖРК Будућност Подгорица |
| 2  | Радмила Миљанић    | десно крило | 1,57     | 60        | 19. април 1988     | ЖРК Будућност Подгорица |
| 4  | Јованка Радичевић  | десно крило | 1,70     | 66        | 23. октобар 1986.  | Ђер Ауди                |
| 5  | Ана Ђокић          | пивот       | 1,65     | 59        | 9. фебруар 1979    | ЖРК Будућност Подгорица |
| 8  | Марија Јовановић   | леви бек    | 1,82     | 71        | 26. децембар 1985. | Рамнику Валча           |
| 9  | Ана Радовић        | средњи бек  | 1,75     | 65        | 21. август 1986.   | ЖРК Будућност Подгорица |
| 10 | Анђела Булатовић   | средњи бек  | 1,75     | 67        | 15. јануар 1987.   | ЖРК Будућност Подгорица |
| 12 | Соња Барјактаровић | голман      | 1,80     | 74        | 2. мај 1987.       | ЖРК Будућност Подгорица |
| 14 | Маја Савић         | лево крило  | 1,92     | 90        | 29. април 1976.    | ЖРК Будућност Подгорица |
| 17 | Бојана Поповић     | средљи бек  | 1,85     |           | 20. новембар 1979  | ЖРК Будућност Подгорица |
| 26 | Сузана Лазовић     | пивот       | 1,76     | 72        | 28. јануар 1992.   | ЖРК Будућност Подгорица |
| 32 | Катарина Булатовић | десни бек   | 1,86     | 73        | 15. новембар 1984. | Рамнику Валча           |
| 77 | Мајда Мехмедовић   | Лево Крило  | 1,71     | 63        | 25. мај 1990.      | ЖРК Будућност Подгорица |
| 90 | Милена Кнежевић    | средњи бек  | 1,77     | 70        | 12. март 1990.     | ЖРК Будућност Подгорица |

Селектор: Драган Аџић

### Група А
| 28. јул 2012. 19:30 | Црна Гора          | 32:19   | Уједињено Краљевство | Копер бокс Гледалаца: 3,941 Судије: Дута и Флореску (Румунија) |
| 28. јул 2012. 19:30 | Анђела Булатовић 5 | (18:12) | Герброн 6            | Копер бокс Гледалаца: 3,941 Судије: Дута и Флореску (Румунија) |
| 28. јул 2012. 19:30 | 4× 3×              |         | 5× 3×                | Копер бокс Гледалаца: 3,941 Судије: Дута и Флореску (Румунија) |

| 30. јул 2012. 19:30 | Бразил         | 27:25   | Црна Гора            | Копер бокс Гледалаца: 3,974 Судије: Олесен и Педерсен (Данска) |
| 30. јул 2012. 19:30 | До Насименто 8 | (15:16) | Катарина Булатовић 5 | Копер бокс Гледалаца: 3,974 Судије: Олесен и Педерсен (Данска) |
| 30. јул 2012. 19:30 | 4× 3× 1×       |         | 7× 3× 1×             | Копер бокс Гледалаца: 3,974 Судије: Олесен и Педерсен (Данска) |

| 1. август 2012. 11:15 | Црна Гора                            | 30:25   | Ангола   | Копер бокс Гледалаца: 4,354 Судије: Абдула и Бамутреф (Катар) |
| 1. август 2012. 11:15 | Бојана Поповић, Катарина Булатовић 6 | (13:14) | Карлос 7 | Копер бокс Гледалаца: 4,354 Судије: Абдула и Бамутреф (Катар) |
| 1. август 2012. 11:15 | 3×                                   |         | 3×       | Копер бокс Гледалаца: 4,354 Судије: Абдула и Бамутреф (Катар) |

| 3. август 2012. 14:30 | Хрватска   | 27:26   | Црна Гора         | Копер бокс Гледалаца: 4,541 Судије: Лопез и Сабросо (Шпанија) |
| 3. август 2012. 14:30 | Пенезић 10 | (12:12) | Бојана Поповић 10 | Копер бокс Гледалаца: 4,541 Судије: Лопез и Сабросо (Шпанија) |
| 3. август 2012. 14:30 | 5× 3×      |         | 4× 2×             | Копер бокс Гледалаца: 4,541 Судије: Лопез и Сабросо (Шпанија) |

| 5. август 2012. 14:30 | Црна Гора            | 25:25   | Русија       | Копер бокс Гледалаца: 4,444 Судије: Абрахамсен и Кристијансен (Норвешка) |
| 5. август 2012. 14:30 | Катарина Булатовић 7 | (15:16) | три играча 7 | Копер бокс Гледалаца: 4,444 Судије: Абрахамсен и Кристијансен (Норвешка) |
| 5. август 2012. 14:30 | 6× 2×                |         | 8× 2× 1×     | Копер бокс Гледалаца: 4,444 Судије: Абрахамсен и Кристијансен (Норвешка) |

| Репрезентација       | Ут | Поб | Н | Изг | Г+  | Г-  | ГР  | Б |
| -------------------- | -- | --- | - | --- | --- | --- | --- | - |
| Бразил               | 5  | 4   | 0 | 1   | 137 | 122 | 15  | 8 |
| Хрватска             | 5  | 4   | 0 | 1   | 145 | 115 | 30  | 8 |
| Русија               | 5  | 3   | 1 | 1   | 151 | 125 | 26  | 7 |
| Црна Гора            | 5  | 2   | 1 | 2   | 137 | 123 | 14  | 5 |
| Ангола               | 5  | 1   | 0 | 4   | 27  | 132 | -10 | 2 |
| Уједињено Краљевство | 0  | 0   | 0 | 5   | 91  | 166 | -75 | 0 |

Четвртфинале
| 7. август 2012. 21:30 | Француска | 22:23   | Црна Гора            | Кошаркашка олимпијска арена (Лондон) Гледалаца: 4,559 Судије: Олесен и Педерсен (Данска) |
| 7. август 2012. 21:30 | Сигнате 5 | (13:13) | Поповић, Булатовић 6 | Кошаркашка олимпијска арена (Лондон) Гледалаца: 4,559 Судије: Олесен и Педерсен (Данска) |
| 7. август 2012. 21:30 | 2× 3×     |         | 3× 4×                | Кошаркашка олимпијска арена (Лондон) Гледалаца: 4,559 Судије: Олесен и Педерсен (Данска) |

Полуфинале
| 9. август 2012. 21:30 | Шпанија   | 26:27   | Црна Гора            | Кошаркашка олимпијска арена (Лондон) Гледалаца: 4,559 Судије: Крстић и Љубић (Словенија) |
| 9. август 2012. 21:30 | Алберто 6 | (13:13) | Катарина Булатовић 9 | Кошаркашка олимпијска арена (Лондон) Гледалаца: 4,559 Судије: Крстић и Љубић (Словенија) |
| 9. август 2012. 21:30 | 1× 2×     |         | 4× 3×                | Кошаркашка олимпијска арена (Лондон) Гледалаца: 4,559 Судије: Крстић и Љубић (Словенија) |

Финале
| 11. август 2012. 21:30 | Норвешка  | 26 : 23   | Црна Гора             | Кошаркашка олимпијска арена (Лондон) Гледалаца: 9.739 Судије: К. Бонавентура и Ж. Бонавентура (Француска) |
| 11. август 2012. 21:30 | Суланд 10 | (13 : 10) | Катарина Булатовић 10 | Кошаркашка олимпијска арена (Лондон) Гледалаца: 9.739 Судије: К. Бонавентура и Ж. Бонавентура (Француска) |
| 11. август 2012. 21:30 | 3×        |           | 3× 2× 1×              | Кошаркашка олимпијска арена (Лондон) Гледалаца: 9.739 Судије: К. Бонавентура и Ж. Бонавентура (Француска) |

- У идеалном тиму Олимпијских игара налазе се Бојана Поповић и Катарина Булатовић.
- Прва и друга на листи стрелаца на женском олимпијском турниру су 1. Катарина Булатовић (53) 2. Бојана Поповић (46) голова. Јованка Радичевић дели 10 место са постигнутим 31. голом.

## Стрељаштво
| Стрелац          | Дисциплина          | Квалификације | Квалификације | Финале           | Финале           | Пласман | Детаљи |
| Стрелац          | Дисциплина          | Резултат      | Пласман       | Резултат         | Укупно           | Пласман | Детаљи |
| ---------------- | ------------------- | ------------- | ------------- | ---------------- | ---------------- | ------- | ------ |
| Никола Шарановић | Ваздушни пиштољ 10м | 565           | 41.           | Није се пласирао | Није се пласирао | 41/44   |        |
| Никола Шарановић | МК пиштољ 50 м      | 524           | 38.           | Није се пласирао | Није се пласирао | 38/38   |        |

## Џудо
| Џудиста         | Дисц.   | Квал.      | 1. коло                      | 1/8 финала                           | 1/4 фин.         | Полуфин.         | Фин.             | Репесаж 1          | Репесаже 1/4 финале | Репесаж полуфинале | Борба за бронзу    | Поз.             | Дет. |
| Џудиста         | Дисц.   | Прот. Рез. | Противник Резултат           | Противник Резултат                   | Прот. Рез.       | Прот. Рез.       | Прот. Рез.       | Противник Резултат | Противник Резултат  | Противник Резултат | Противник Резултат | Поз.             | Дет. |
| --------------- | ------- | ---------- | ---------------------------- | ------------------------------------ | ---------------- | ---------------- | ---------------- | ------------------ | ------------------- | ------------------ | ------------------ | ---------------- | ---- |
| Срђан Мрваљевић | − 81 кг | Слободан   | Naulu (FIJ) · Поб. 0111–0003 | Валоа-Фортије (CAN) · Пор. 0011–0112 | Није се пласирао | Није се пласирао | Није се пласирао | Није се пласирао   | Није се пласирао    | Није се пласирао   | Није се пласирао   | Није се пласирао |      |